# Hans Herstorffer

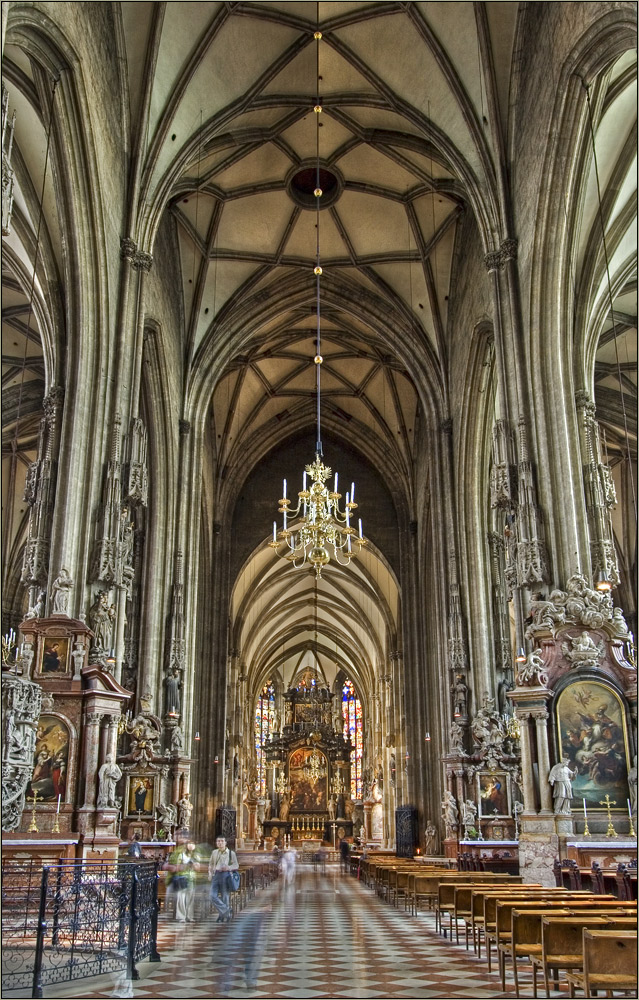
Wiener Stephansdom, Blick zum Hochaltar

Hans Herstorffer († 1655 in Wien) war Dombaumeister im Stephansdom und 1642 Obervorsteher der Wiener Bauhütte. 

## Dombaumeister in Wien 1641–1650

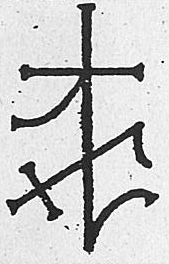
Steinmetzzeichen Hans Herstorffer

Hans Herstorffer übte das Amt des Dombaumeisters zu St. Stephan von 1641 bis 1650 aus. Sein Vorgänger war Simon Humpeller. 1640 finden wir ihn als steuerzahlenden Mieter in Wien. Am 22. Dezember 1641 wählten ihn die Wiener Meister zum Ober-Zechmeister für das Jahr 1642. (Dieses Amt wurde jährlich gewechselt)
Im Dom fanden in diesen Jahren unter Fürsterzbischof Philipp Friedrich Graf Breuner gegenreformatorische Umgestaltungen in Langhaus und Chor statt. Breuner stammte aus einer österreichischen Adelsfamilie und hatte im römischen Priesterseminar Collegium Germanicum studiert, einst vom Gründer des Jesuitenordens Ignatius von Loyola errichtet. 
Der Bischof beauftragte den Steinmetzmeister und Bildhauer Johann Jacob Pock 1641 einen frühbarocken Hochaltar zu errichten, das Altarblatt malte dessen Bruder Tobias Pock. 
Schon zu dieser Zeit gab die Erhaltung des Stephansturmes zu großen Sorgen Anlass, wie aus einer Eingabe des Stadtrates vom 12. August 1643 an Kaiser Ferdinand III. zu ersehen ist, es wird mehr Geld benötigt, .. nachdem der Turm von dem Wetter so ruiniert worden, dass man zur Verhütung eines unwiederbringlichen Schadens, die öftere Reparierung vornehmen, und später weit höhere Unkosten auswenden muss ... 1649 wurde der hohe Südturm unter Zuziehung von Kunstsachverständigen genau untersucht, .. ist nicht bei solcher Gefährlichkeit, .. sondern ist bloß an den Eckh Pfeilern, es sind etliche Stuckh auszuwechseln.

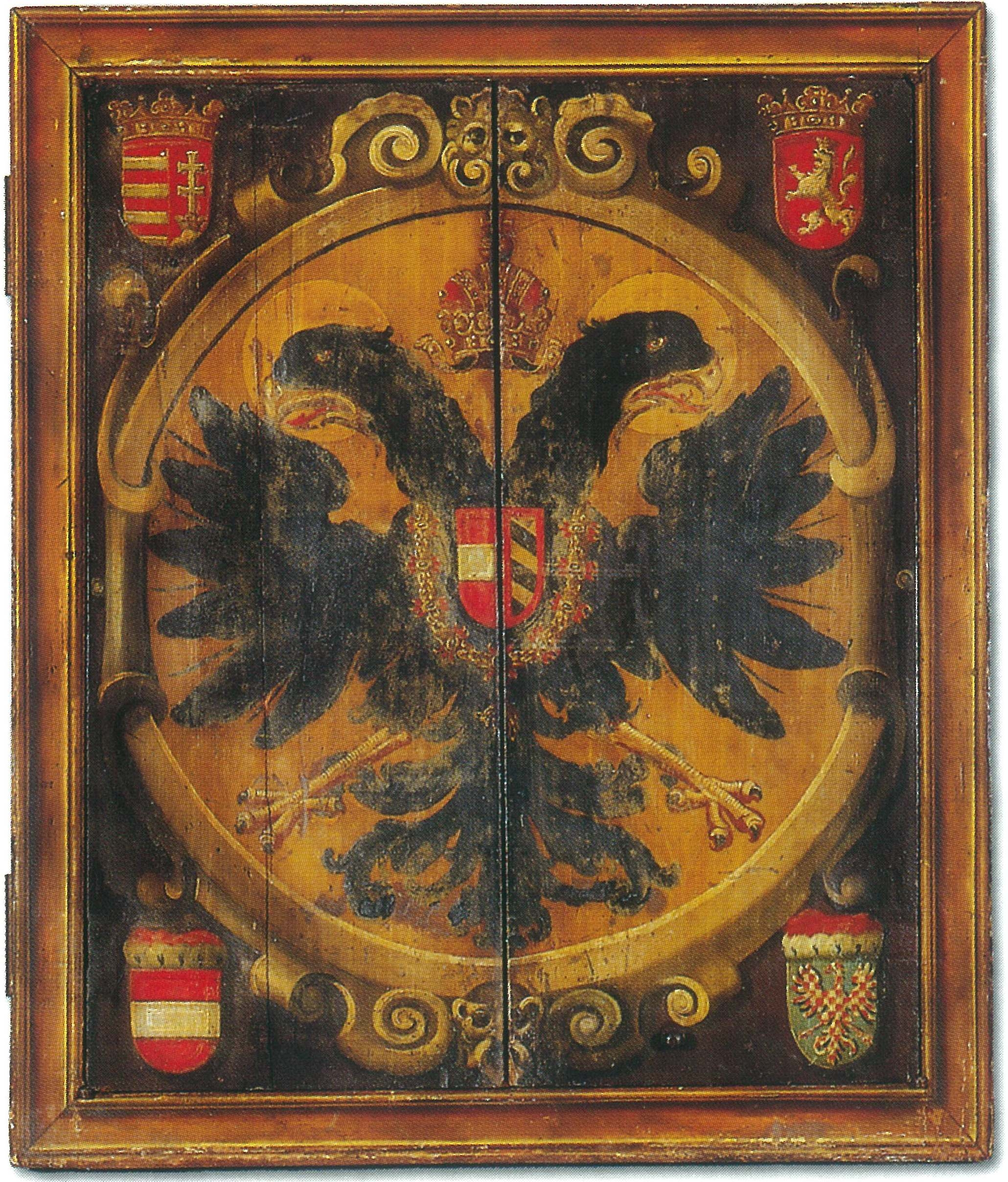
Ehrentabernakel

## Die Ehrentabernakel der Wiener Meister und Gesellen
Im Sitzungssaal der Landesinnung der Baugewerbe in Wien befinden sich zwei schreinartige, aufklappbare Kästen, die zusammen die Namen von 1.349 Personen aufgezeichnet enthalten. Sie wurden auch als Meister-Tafeln bezeichnet, aber auch Gesellen wurden aufgeschrieben. Zur Erinnerung und Verehrung sind in den beiden Tabernakeln Steinmetzmeister, Maurer- und Baumeister, manchmal auch deren Herkunftsorte, Jahreszahlen verewigt. Ihre Entstehungsgeschichte ... Simon Unger von Stranstorff, Meister zu Wien, ist dieser daffel ein anfenger gewest, anno 1627 und ist alda vollend worden .., er begann also mit der Aufzeichnung des vorhandenen Urkundenmaterials, war damals Oberzechmeister.
Über beide Türen wurde das kaiserliche Wappen gemalt, die Innenseite behandelt die Leidensgeschichte der vier Steinmetz-Heiligen. 

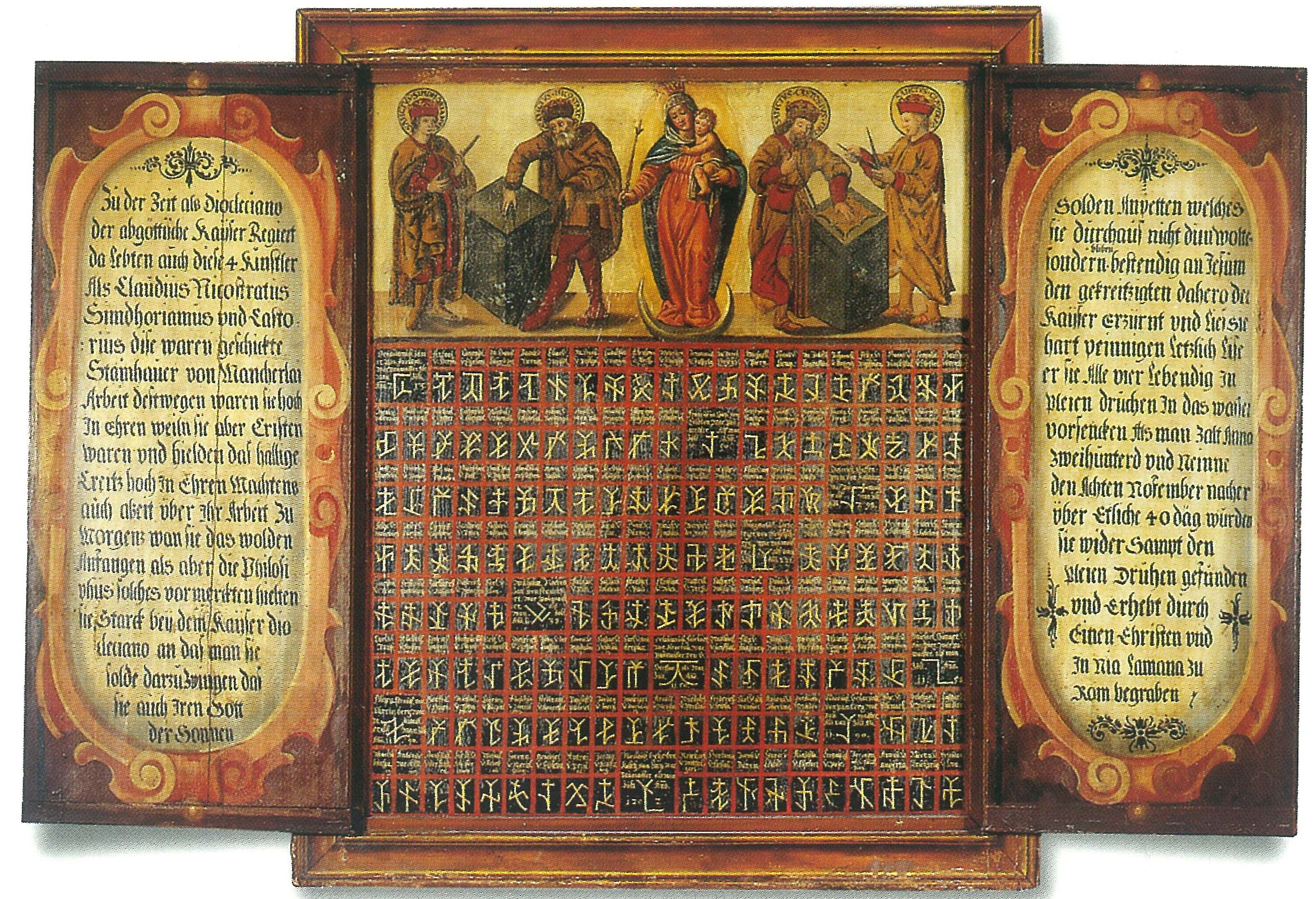
Geöffnetes Tabernakel

Im Tabernakel II lesen wir ... Hans Herstorffer liess die Tafeln machen anno 1641, auch er war damals Oberzechmeister. Er setzte das von Simon Unger begonnene Werk fort und ließ die Tafeln zu gefälligen Tabernakeln umbauen und auch künstlerisch ausgestalten.
Eine weitere Eintragung besagt ... Josef Allio, Baumeister hat die Tafeln renovieren lassen 1782. Die Schriften, die Simon Unger noch zur Verfügung standen, sind heute nicht mehr vorhanden.
Am 20. November 1643 bürgte er für den Lehrling Francesco Bussi von Kaisersteinbruch, aus dem Mailänder Gebiet stammend, der Lehrherr war Meister Hieronymus Bregno. 
Am 22. Jänner 1650 kaufte er in Wien das Haus Schwedenplatz Nr. 5, nach dem Tod auch der Witwe Catharina und diverser Ablösen (1674) kam das Haus an den Sohn Johann Gabriel Herstorffer, auch Steinmetzmeister.

## Kaisersteinbrucher Steinmetzbruderschaft
Im September 1648 starb der Kaisersteinbrucher Richter und Steinmetzmeister Andre Ruffini. Die Witwe Agatha heiratete wieder und verkaufte am 24. Juli 1651 das Haus samt Steinbruch und mehreren Gärten um 1.300 Gulden dem Wiener Steinmetzmeister Hans Herstorffer.

### An deutsche Meister keinen Stein mehr geben
Undatierter Bericht der Bruderschaft an den Abt Michael Schnabel mit der Feststellung – Warum wir den deutschen Steinmetzen keinen Stein aus unserem Steinbruch geben wollen!. Zuvorderst, dass sie unserer Nation Werkleute nicht so gut halten, wie die ihrigen. Warum sollten wir unsere ausgehauenen Steine von unserem erkauften Gut nach ihrem großen Profit zukommen lassen, schuldig sein? Falls sie unbearbeitete Steine von uns begehren, sind wir nicht zuwider selbige um ihr bares Geld erfolgen zu lassen, soviel uns möglich.
Bei der wichtigsten Sache hatten die Meister kein Mitspracherecht, .. dass aber die deutschen Meister einen Steinbruch bei uns finden, steht bei Euer Hochwürden und Gnaden, ob sie solches zulassen oder nicht ... 

### Ein Wiener Meister erhält einen Steinbruch in Kaisersteinbruch
Das Undenkbare war geschehen, ein Wiener Meister hatte mit Genehmigung, ja auf Betreiben der Herrschaft, dem Stift Heiligenkreuz, einen „ihrer“ Steinbrüche gepachtet. In einem Handwerksbeschluss vom 14. Dezember 1651 verpflichteten sich die Meister und Gesellen der Steinmetzen und Maurer zu Steinbruch am Leithaberg durch ihre Unterschrift, .. dass kein Meister oder Geselle, er sei wer er wolle, sich des Meister Hans Herstorffers Steinbruch annehmen wolle .. bis zum Austrag der Sache vor einer löblichen Regierung. Unterschriften vom Obervorsteher des Wiener Neustädter Handwerks David Weiss, Viertelmeister Domenico Petruzzy, Ambrosius Regondi, Simon Andrieth, Mathias Lorentisch, .. als Zechgeselle Paul Cleritz im Namen aller Gesellen.

### Herstorffer will Bruder in Kaisersteinbruch werden
Am 18. März 1652 kam Herstorffer von Wien in den kaiserlichen Steinbruch, und begehrte vor einem ehrsamen Handwerk als Mitglied der Bruderschaft aufgenommen zu werden, welches ihm ohne der Herren und Meister zu Wiener Neustadt als Hauptlade nicht erlaubt worden. Die Neustädter befürworten tags darauf das Ansuchen, .. weilen der Hans Herstorffer sich erbitten tut, und mit einem ehrsamen Handwerk will leben und sich nachbarlich einstellen .. also sind wir nicht zuwider, dass die Herrn und Meister ihme Herstorffer aus guter Freundschaft und Nachbarschaft einkommen lassen.

### Witwe Catharina Herstorfferin verkauft seinen Steinbruch
Im Beisein der Herrschaft und der Meister Adam Haresleben, derzeitiger Dombaumeister zu St. Stephan und Bartholomäus Khöll, kaiserlicher Hof-Steinmetz, Abschluss eines Kaufvertrages vom 16. September 1655. Da Meister Hans Herstorffer mit Tod abgegangen, hat die Witwe und Erbin den Kaisersteinbrucher Besitz dem Herrn Richter und Meister Ambrosius Regondi käuflich überlassen. Die Kontakte der Familie Herstorffer zum kaiserlichen Steinbruch sind nie abgerissen, Meister Johannes Pery heiratete 1697 Catharina Herstorfferin, Tochter von Meister Johann Gabriel, ihren Bruder, den Steinmetzgesellen Friedrich Herstorffer finden wir 1702 als Taufpate.

## Archivalien
- Wiener Stadt- und Landesarchiv: Steuerakten, Steinmetzakten, Ereignisprotokolle.
- Wiener Neustadt Stadtarchiv: Steinmetzakten, Briefe.
- Stift Heiligenkreuz: Archiv, Kirchenbücher, Register, ....